# Dominicaines de la congrégation romaine de saint Dominique
Les dominicaines de la congrégation romaine de saint Dominique sont une congrégation religieuse féminine enseignante de droit pontifical née de l'union en 1959 de cinq instituts français.

## Histoire
L'institut est né de l'union de cinq congrégations françaises de sœurs dominicaines enseignantes : Les Dominicaines du Tiers-ordre enseignant de Nancy, du Sacré-Cœur d'Hardinghen, du Saint Rosaire de Sèvres, de la Sainte Trinité de Chalon-sur-Saône et de Notre-Dame du saint Rosaire et de saint Thomas d'Aquin de Livry-sur-Seine.
Le décret canonique d'érection est publié le 9 décembre 1959 par le pape Jean XXIII. L'institut est agrégé à l'ordre des prêcheurs le 10 janvier 1960et ses constitutions sont approuvées par le Saint-Siège le 25 mars 1962. Le 18 février 2016, les Dominicaines de Gramond fusionnent avec elles. Elles sont rejointes le 8 août 2022 par les Dominicaines de Notre-Dame de Grâce.
- • Les Dominicaines du Tiers-ordre enseignant fondées en 1853 à Nancy par Adèle Lejeune en religion Mère Sainte-Rose, qui souhaite réunir les congrégations enseignantes du Tiers-ordre. Les constitutions sont écrites par le Père Lacordaire et approuvées par Pie IX le 15 avril 1867[6]. La polonaise Marie Colombe Białecka (1838-1887) entre au couvent de Nancy en 1857 pour se former à la vie religieuse. De retour dans son pays natal, elle fonde les sœurs de Saint Dominique de Cracovie en 1861[7]. Les Dominicaines de Nancy sont expulsées de France en 1901 et fondent des maisons à l'étranger. En 1904, Louis Mothon (1844-1916), vicaire provincial dominicain[8] de Lewiston (dans l'État du Maine aux États-Unis) les appellent pour gérer les écoles paroissiales de Lewiston. Elles essaiment ensuite en 1925 à Hudson dans le comté de Vaudreuil à la sollicitation de Raymond-Marie Rouleau, évêque du diocèse de Valleyfield. Son successeur, Joseph-Alfred Langlois, les encourage deux ans plus à établir leur maison-mère et le noviciat à Salaberry-de-Valleyfield. Elles ouvrent une maison à Montréal ainsi que d'une école bilingue à Roxboro. Les religieuses poursuivent leur œuvre aux États-Unis, principalement dans les États du Maine et du Massachusetts[9]. Deux congrégations s'unissent avec elles en 1919 puis en 1945.
  - Les Dominicaines de l'Assomption du tiers-ordre dominicain de Langres fondées en 1623 fusionnent en 1919 avec les dominicaines de Nancy.
  - Les Dominicaines de Neufchâteau ou religieuses de saint Dominique fondées en 1827 à Habay-la-Neuve s'unissent aux dominicaines de Nancy en 1945.
- • Les Dominicaines de la Sainte Trinité fondées à Chalon-sur-Saône en 1621 par Maria Clerc.
- • Les Dominicaines du Saint Rosaire fondées à Paris en 1852 par Marie-Rose Leblanc, avec l'aide du Père Aussant, prieur des dominicains de Paris. En 1861, la maison-mère est transférée à Sèvres puis à Montlignon en 1933. La congrégation est agrégée à l'ordre des prêcheurs en 1854 et reconnue de droit pontifical à partir de 1869[10].
- • Les Dominicaines du Sacré-Cœur fondées à Hardinghen en 1876 par Léonie Sicard (1837-1907) en religion Mère Marie des Anges[11].
- • Les Dominicaines de Notre-Dame du saint Rosaire et de saint Thomas d'Aquin de Livry-sur-Seine.
- • Les Dominicaines de Gramond fondées à Gramond en 1843 par Marie-Anne Boutonnet (1813-1886) en religion Mère Saint François de Sales et le Père Pierre-Jean Combal (1790-1874) pour l'enseignement puis le soin des malades. L'institut est reconnu le 26 juin 1843 par Jean-François Croizier, évêque de Rodez et agrégé aux dominicains le 27 novembre 1875[2],[3]. Il fusionne avec la congrégation romaine de saint Dominique le 18 février 2016.
  - Les Dominicaines de la Vierge fusionnent en 1937 avec les dominicaines de Gramond. Cette congrégation de droit diocésain est fondée en 1887 par Mère Saint Vincent Baldet.
- • Les Dominicaines de Notre-Dame de Grâce. Les origines de la congrégation remontent au refuge Sainte-Anne ouvert à Paris le 25 janvier 1854 par Victoire-Thérèse Chupin pour accueillir les anciennes détenues et les jeunes femmes en danger ou tombées dans la prostitution. Victoire-Thérèse et quelques compagnes entre dans le Tiers-Ordre dominicain le 18 décembre 1854. Elles prononcent leurs vœux en 1866. La maison-mère s'installe d'abord à Clichy, puis à Boulogne-sur-Mer[12]et enfin à Châtillon en 1880[2], dans l'ancienne Folie Desmares. Les dominicaines de saint Vincent Ferrier sont fondées à partir de cette congrégation. Les dominicaines de Châtillon aident aussi à la fondation des dominicaines de Sainte Catherine de Sienne de Mossoul. L'institut est agrégé à l'Ordre des Prêcheurs le 15 mars 1893 et reçoit le décret de louange le 22 décembre 1931[12].

## Activité et diffusion
Les sœurs se dédient à l'enseignement et à l'instruction du catéchisme auprès des jeunes et des adultes.
Elles sont présentes en:
- Europe : France, Italie, Espagne, Suède, Norvège.
- Amérique : Brésil, Canada, États-Unis.
- Afrique : Bénin.
- Asie : Japon.

La maison-mère est à Rome.
En 2017, l'institut comptait 355 religieuses dans 50 communautés.